# Zărnești
Zărnești é uma cidade da Roménia com 26.520 habitantes, localizada no distrito de Brașov.